# NGC 5282
NGC 5282 је елиптична галаксија у сазвежђу Ловачки пси која се налази на NGC листи објеката дубоког неба.
Деклинација објекта је + 30° 4' 12" а ректасцензија 13h 43m 24,8s. Привидна величина (магнитуда) објекта NGC 5282 износи 13,8 а фотографска магнитуда 14,8. NGC 5282 је још познат и под ознакама UGC 8687, MCG 5-32-75, CGCG 161-133, NPM1G +30.0310, PGC 48614.